# Asia Pacific Poker Tour Saison 1
Résultats et tournois de la saison 1 de l'Asia Pacific Poker Tour (APPT).

## Résultats et tournois

### APPT 1 Manille
- Lieu : Hyatt Hotel, Manille,  Philippines[1]
- Prix d'entrée : 2 500 $[1]
- Date : Du 24 au 26 août 2007[1]
- Nombre de joueurs :  255
- Prize Pool : 599 250 $
- Nombre de places payées :  24

| Place | Nom                 | Prix      |
| ----- | ------------------- | --------- |
| 1er   | Brett Parise        | 179 775 $ |
| 2e    | Ira Blumenthal      | 113 858 $ |
| 3e    | Nicholas Bamman     | 62 921 $  |
| 4e    | Van Marcus          | 44 940 $  |
| 5e    | Maor Feldinger      | 35 955 $  |
| 6e    | Roger Spets         | 26 966 $  |
| 7e    | Bas van Liere       | 20 974 $  |
| 8e    | Kazuhiro Sato       | 14 981 $  |
| 9e    | Frederick Hernandes | 11 386 $  |

### APPT 1 Séoul
- Lieu : Sheraton Walker-Hill, Séoul,  Corée du Sud[2]
- Prix d'entrée : 2 700 $[2]
- Date : Du 28 au 30 septembre 2007[2]
- Nombre de joueurs :  185
- Prize Pool : 432 729 $
- Nombre de places payées :  9

| Place | Nom                 | Prix      |
| ----- | ------------------- | --------- |
| 1er   | Zvi Bachar          | 139 872 $ |
| 2e    | Jozef Berec         | 87 420 $  |
| 3e    | Sid Kim             | 48 081 $  |
| 4e    | Michel Saint-Pierre | 34 698 $  |
| 5e    | James Honeybone     | 28 412 $  |
| 6e    | Seval Hegeland      | 21 855 $  |
| 7e    | Roger Spets         | 17 484 $  |
| 8e    | Daniel Schreiber    | 13 113 $  |
| 9e    | Paul Adams          | 8 740 $   |

### APPT 1 Macao
- Lieu : Grand Waldo Hotel, Taipa,  Macao[3]
- Prix d'entrée : 2 500 $[3]
- Date : 23 novembre 2007[3]
- Nombre de joueurs :  352
- Prize Pool : 809 600 $
- Nombre de places payées :  40

| Place | Nom                  | Prix      |
| ----- | -------------------- | --------- |
| 1er   | Dinh Doat Le         | 222 640 $ |
| 2e    | Ivan Tan Zhong Wei   | 129 536 $ |
| 3e    | Sangkyoun Kim        | 72 864 $  |
| 4e    | Guillaume Patry      | 56 672 $  |
| 5e    | Bertrand Grospellier | 48 576 $  |
| 6e    | William Tam          | 40 480 $  |
| 7e    | Liz Lieu             | 32 384 $  |
| 8e    | Joe Hachem           | 24 288 $  |
| 9e    | Simon Randall        | 16 192 $  |

### APPT 1 Sydney
- Lieu : The Star Casino, Sydney,  Australie[4]
- Prix d'entrée : 6 300 AUD[4]
- Date : Du 13 au 16 décembre 2007[4]
- Nombre de joueurs :  561
- Prize Pool : 2 947 074 AUD
- Nombre de places payées :  56

| Place | Nom               | Prix          |
| ----- | ----------------- | ------------- |
| 1er   | Grant Levy        | 1 000 000 AUD |
| 2e    | Jeremiah Vinsant  | 621 540 AUD   |
| 3e    | Lei He            | 322 280 AUD   |
| 4e    | Sol Bergren       | 230 200 AUD   |
| 5e    | Jai Myles Kemp    | 158 838 AUD   |
| 6e    | Barry Kohlhoff    | 115 100 AUD   |
| 7e    | John Matwey       | 92 080 AUD    |
| 8e    | Vijayan Nagarajan | 69 060 AUD    |
| 9e    | Larry Wright      | 46 040 AUD    |